# Атауальпа
Атагуа́льпа, или Атава́льпа, или Тиксикапак Инка, или Авки Тупак Атау Вальпа (кечуа Ataw Wallpa, исп. Atahualpa, Atabalipa, Atagualpa; 1497—1533) — последний император Империи инков, правивший с 1532 по 1533 год, накануне Испанского завоевания. Правитель региона (или наместник провинции) Кито, восставший против законного правителя Империи Инков (Тауантинсуйу) Уаскара, с которым вёл изнурительную гражданскую войну на протяжении 1529—1532 годов. Не был законным правителем всей империи, так как после смерти Уаскара власть наследовал его брат Манко Инка Юпанки. Был свергнут и казнён испанскими конкистадорами под предводительством Франсиско Писарро.

## Биография
Атауальпа был сыном верховного правителя инков Уайна Капака, расширившего и укрепившего государство, и дочери короля одного из покорённых народов из области современного Кито.
Относительно обстоятельств и места рождения Атауальпы имелось несколько версий уже в середине XVI века. Так в 1553 году в книге «Хроника Перу» Сьеса де Леон указывает:
«Дальше находятся постоялые дворы Каранке, где, как кое-кто считает, родился Атавальпа, сын Вайна Капака, и ещё, что его мать была жительницей этого селения [народа]. Но это точно не так, ибо я досконально изучил [этот вопрос], и Атавальпа родился в Куско, а все остальное обман.»
Перед смертью Уайна-Капак захотел, чтобы Империя Инков была поделена между старшим сыном Уаскаром и любимым сыном Атауальпой. Такое разделение привело к тяжёлым конфликтам между сторонами обоих братьев. В 1532 Атауальпе удалось победить брата в Куско и взять его в плен.
В том же году на побережье Перу высадились испанские конкистадоры под предводительством Франсиско Писарро. Уже до этого на протяжении нескольких лет Империя Инков страдала от эпидемий новых европейских болезней, занесённых из Центральной Америки. К тому же Атауальпа лично познакомился с европейцами в 1528 году, когда к нему привели двух людей Писарро — Родриго Санчеса и Хуана Мартина, высаженных возле Тумбеса для разведки территории. Их приказано было доставить в Кито в течение 4 дней, после чего их принесли в жертву богу Тикси Виракоча Пачакамаку в долине Ломас. Возможно, факт принесения в жертву данному богу стал причиной наименования испанцев — «виракоча». Писарро встретил не сильную империю, а государство, раздираемое междоусобицами и эпидемиями. Всё это вызывало ропот покорённых народов, которые охотно входили в союз с испанцами.

## Битва при Кахамарке
Атауальпа недооценивал опасность, исходящую от испанцев, несмотря на то, что гонцы рассказывали ему об удивительном оружии пришельцев (мушкеты, пушки, доспехи и лошади). 15 ноября 1532 Атауальпа дружелюбно принял испанцев в Кахамарке. Однако Писарро со своим отрядом из 182 человек использовал ситуацию, взял Атауальпу в заложники и устроил резню более чем 5 тысяч почти невооружённых воинов (Битва при Кахамарке). Нападения испанцев производили ошеломляющий эффект на инков, которые не знали тактики засад и ничего не могли противопоставить. Против оружия из стали их одежда из кожи и уплотнённого хлопка не представляла почти никакой защиты. Также они не знали лошадей, на которых скакали нападающие. Для инков это были чудовищные существа из другого мира, от которых они спасались бегством, не оказывая сопротивления.

## Заложничество и смерть
В надежде быть выпущенным на свободу, Атауальпа предложил Писарро заполнить помещение, в котором его держали в цепях, до потолка золотом. Когда Писарро от удивления замешкался, Атауальпа пообещал, что вдобавок заполнит соседнее помещение серебром. Когда Писарро наконец пришёл в себя, он возразил, что второе помещение меньше, чем первое, но Атауальпа пообещал заполнить второе дважды. На протяжении более чем трёх месяцев инки собирали золото и серебро и приносили его в Кахамарку. Что примечательно, Атауальпа нарушил старый, но строгий закон, гласивший: «чтобы никакое золото и серебро, поступившее в город Куско, не могло быть вынесено из него под страхом смерти», приказав вынести золото и серебро из Куско. Понадобилось более 34 дней, чтобы переплавить все золотые и серебряные изделия. Все эти сокровища составили так называемый «Выкуп Атауальпы».
Так как испанцы чувствовали, что после освобождения Атауальпы они, вероятно, потерпят поражение, то после получения выкупа они обвинили правителя инков в организации восстания и убийстве собственного брата Уаскара. Суд приговорил Атауальпу к смерти через сожжение. Однако Атауальпе было обещано сменить вид казни на удушение, если тот перед смертью примет католичество. Атауальпа согласился, так как в понимании инков сохранение тела было необходимо для жизни после смерти. 26 июля 1533 года 36-летний Атауальпа был задушен с помощью гарроты.
Появилась даже оригинальная версия предопределения судьбы Атауальпы:
«Когда был пленён Атавальпа в провинции Кахамарка, живы ещё некоторые христиане, находившиеся с маркизом доном Франсиско Писарро, пленившего того, видевших, как с неба в полночь падал зелёный знак, толщиной с руку, и длиной с копье-полупику. И поскольку испанцы пришли поглядеть на это, и Атавальпа узнав об этом, говорят, попросил у них вывести его посмотреть на это, а как только увидел, то опечалился, и таким был на следующий день. Губернатор дон Франсиско Писарро спросил его, почему он так опечалился, тот ответил: „я увидел небесное знамение, и скажу тебе, что когда мой отец Вайна Капак умер, видели другое знамение похожее на то“. И не прошло 15 дней, как умер Атавальпа».
После убийства Атауальпы верховным Инкой испанцами был назначен Тупак Уальпа, однако вскоре он был убит одним из военачальников инков. На трон последовал коронованный Писарро Манко-Капак II. 15 ноября 1533 Писарро подошёл к Куско, который сдался ему без существенного сопротивления. После захвата Куско сопротивлением кечуа руководил Руминьяви (предположительно родственник Атауальпы), затем другие военачальники, однако оно постепенно слабело, так как покорённые инками народы в разных частях бывшей империи поддерживали действия испанцев в надежде обрести независимость.

## Память
В честь Атауальпы назван стадион в Кито.
В 1995 году установлен в Кито памятник Атауальпе (бронза, гранит) российского скульптора-монументалиста Алексея Егоровича Шмакова (1933—2021 гг.)